# Бреница (област Плевен)
 За другото българско село с име Бреница вижте Бреница (Област Силистра).  
Бренѝца е село в Северна България. То се намира в община Кнежа, област Плевен.

## География
Бреница е разположено на 18 км източно от Бяла Слатина„ от двете страни на голям дол с извори и на 6 км от левия бряг на р. Искър. В миналото селото е имало спирка на теснолинейната 760 mm междурелсие жп линия Червен бряг – Оряхово. Сега има автобусна връзка.
Разположено е в котловина, а надморската му височина е 140 м. Климатът се характеризира с горещо лято и изключително студена зима, като в района се достигат минималните зимни температури за България, понякога и под минус 30 градуса.

## История
Името Бреница произлиза от бранница, което идва от бран. По поречието на Искър има археологически находки от тракийско време.
Църквата „Възнесение Господне“ е построена през 1870 г., а архитектурата, възрожденските стенописи и дърворезбите са дело на именити майстори. В двора ѝ е изграден паметник на загиналите във войните.

## Поминък
Едно от най-важните неща за село Бреница за прочутите лозови масиви. Допреди 30-40 години цялото село е било заобиколено от гроздови масиви (около 12 000 декара), но днес гроздовите насаждения са западнали. В стара градска песен се пее: ,,В село Бреница с вино карат воденица, животът там е същински рай. Припев: Ой Мариана, моя малка Мариана, аз ще те чакам чак до зори. Мъжете там са вечно пияни, а пък жените - лозя небрани. Припев: Ой Мариана, моя малка Мариана, аз ще те чакам чак до зори. Децата там са ангели небесни, а пък бащите са неизвестни. Припев: Ой Мариана, моя малка Мариана, аз ще те чакам чак до зори. Да бях аз щъркел или друга пойна птица, гнездо бих свил аз в село Бреница. Всяка вечер щом луната се покаже, всеки гледа да намаже от чуждо гадже. Всяка вечер щом луната се закиска всеки гледа да натиска кого си иска. Припев: Ой, Марияна, ой моя малка Марияна, аз ще те чакам чак до зори". Допреди години на територията на селото се е намирал филиал на „Химремонтстрой“, Враца. В него са работели около 250 души, както от Бреница, така и от околните села.

## Обществени институции
- В миналото е имало три големи училища. В момента функционират само Основно Училище „Христо Ботев“ ул. ,,Христо Ботев"-12 и Обединено Детско Заведение ,,Йордан Каменополски" ул. ,,Христо Ботев"-10: ясла + целодневна детска градина
- В читалището в Бреница са организирани школи по краезнание, художествено слово и български народни танци. Функционират женска вокална група „Хармония“, женски и детски танцови състави.

## Редовни събития
- Съборът на селото е на Спасовден. Празникът е 40 дни след Великден, винаги се пада в четвъртък.

### Кухня
Основни ястия традиционни за селото са:
- „Пиле на лютика“
- „Сиренява лютика“
- „Запържен боб“
- „Супа с пълнени чушки“
- Курбан чорба: варят се 5 казана на традиционния събор / и не само/ и се раздава за здраве и благодат.
- Рибен гювеч/ пече се в трап 8 часа/ уникално ястие за гости и приятели.
- Пиле на яхния
- Пълнено агне/ пече се в трап 5 до 6 часа/
- „Сиренява чорба“
- Пресна пита омесена с жива мая и изпечена във фурна/ идеална добавка за всяко ястие/